# Madina Lake
Madina Lake est un groupe américain de rock alternatif, originaire de Chicago, dans l'Illinois. Formé en 2005, Madina Lake publie un premier album studio, From Them, Through Us, to You au label Roadrunner Records le 27 mars 2007. Madina Lake remporte les Kerrang! Awards 2007 dans la catégorie de « meilleur nouveau groupe à l'international ». Le groupe se sépare en septembre 2013, avant de se réunir en février 2017.

## Historique

### Débuts (2005–2008)
Formé en 2005, la formation enregistre sa première démo grâce à l'argent remporté par les jumeaux Nathan et Matthew Leone lors de leur participation à l'émission américaine Fear Factor (en). Finalement, ils signent avec le label rock Roadrunner Records.
En 2006, Madina Lake livre tout d'abord un maxi single baptisé The Disappearance of Adalia. Un an plus tard, leur premier album, From Them, Through Us, To You, est dans les bacs. Le public y retrouve à la production Mark Trombino (Blink-182, Finch, Silverstein).

### Attics to Eden(2009–2010)
Madina Lake enregistrent leur second album, produit par David Bendeth, qui est mis en vente le 5 mai 2009.
Pendant la création de l'album, le titre choisi est Attics to Eden ; plus tard il sera officiellement confirmé comme titre de l'album. Attics to Eden sera le deuxième album studio de Madina Lake publié au label Roadrunner Records. Il est enregistré dans le New's Jersey House of Loud Studio. Le chanteur Nathan Leone explique pourquoi l'album est nommé Attics to Eden disant que « l'album est nommé ainsi car, les paroles sont la plupart du temps des manières qui explorent des façons différentes de trouver le refuge psychologique dans un monde qui se déplace plus rapidement que jamais. » Il sert aussi du deuxième versement dans l'histoire de Madina Lake.
Les premières chansons sorties sont Never Walk Alone et Never Take Us Alive, qui est le premier single de cet album. L'album est disponible en précommande sur iTunes, contiendra trois chansons bonus, mais selon le blog officiel MySpace de Madina Lake, le groupe sortira quelque chose de spécial pour ceux qui préfèrent acheter le CD en magasin. À noter que les trois chansons bonus supplémentaires seront téléchargeable séparément à partir de l'album de l'édition spécial. La précommande est seulement disponible aux États-Unis. Ils ont aussi confirmé que Let's Get Outta Here est le 2e single sorti de leur album Attics to Eden, la chanson possède un clip. Ils tournent en soutien à Attics to Eden au Canada. Ils joueront aussi avec Emery et Silverstein au Pipeline Cafe d'Honolulu, à Hawaï, en février.

### World War IIIet séparation (2010–2013)
Le groupe tourne au Royaume-Uni pendant le Arlene Ball Tour en mars et avril 2010, avec le soutien de We Are the Ocean et Mayday Parade. Ils sont annoncés en tournée pour leur nouvel EP, The Dresden Codex qui, selon le chanteur Nathan Leonen ressemble plus à leur premier album From Them, Through Us, To You que Attics to Eden. Le titre de l'album fait référence au Codex de Dresde, l'un des documents existants les plus anciens. The Dresden Codex est enregistré à South Beach, en Floride, au début de 2010, et le groupe joue au Sonisphere Festival le 1er août et au Hevy Music Festival le 8 août 2010 à Kent. En mai 2010, ils annoncent à Rocksound leur départ du label Roadrunner Records.
Le 30 juin 2010, le bassiste Matthew Leone est hospitalisé après s'être interposé entre un homme battant sa femme. Il souffre de plusieurs blessures, dont une fracture et la mâchoire brisée. Le 2 août, le groupe annonce que Leone est en convalescence après « une deuxième opération ». Quelques jours plus tôt, The Smashing Pumpkins, le groupe préféré de Madina Luke et des frères Leone, joue un concert caritatif à Chicago afin de payer les soins hospitaliers de Matthew. Ils obtiennent 80 000 $.
Le groupe joue deux semaines au Vans Warped Tour en 2011. Ils annoncent ensuite un troisième album, World War III.
Le 5 juillet 2012, Madina Lake annonce la Trilogy Finale Tour. Le groupe se sépare en septembre 2013.

### Retour (depuis 2017)
Le 21 janvier 2017, Madina Lake met à jour sa page Facebook supposant un possible retour. Le 15 février 2017, Madina Lake annonce une tournée britannique de réunion, incluant trois dates au Slam Dunk Festival, en mai 2017,. Le 21 février 2017, Madina Lake annonce de nouvelles chansons pour leurs concerts à venir.

## Membres
- Nathan Leone – chant
- Mateo Camargo – guitare, programmation, chœurs (2005–2013, depuis 2017)
- Matthew Leone – basse, chœurs
- Dan Torelli – batterie